# جنیفر بلانک
جنیفر بلانک (به انگلیسی: Jennifer Blanc) (زادۀ ۲۱ آوریل ۱۹۷۴) بازیگر آمریکایی است.
از فیلم‌ها و برنامه‌های تلویزیونی که وی در آن‌ها نقش داشته‌است می‌توان به کلاغ (۱۹۹۴)، بالتو (۱۹۹۵)، متأهل… بچه‌دار (۱۹۹۱)، فرشته تاریکی (۲۰۰۱–۲۰۰۰)، گروهک خون (۲۰۱۰)، سوراخ (۲۰۱۱)، کله‌خراب (۲۰۱۲) و اورلی (۲۰۱۴) اشاره کرد.